# بوم ریتیرو (سانتا کاتارینا)
بوم ریتیرو (به پرتغالی: Bom Retiro) یک منطقهٔ مسکونی در برزیل است که در سانتا کاتارینا واقع شده‌است. بوم ریتیرو ۱٬۰۵۵٫۵۰۱ کیلومتر مربع مساحت و ۱۰٬۰۶۰ نفر جمعیت دارد.